# يوتا ناكازاوا
يوتا ناكازاوا (باليابانية: 中沢 佑太) (7 يناير 1972 في غونما في اليابان – )؛ هو لاعب كرة قدم سابق كان يلعب كمدافع.

## وصلات خارجية
- يوتا ناكازاوا على موقع عالم كرة القدم.نت (الإنجليزية)